# Sala-museo de la Legión
El Museo específico de la Legión, Sala-museo de la Legión o, simplemente Museo de la Legión, es uno de los museos militares que el Ejército de Tierra español posee. Está situado en Ceuta. Su colección está compuesta por cuadros, banderas y banderines, fotografías y otros materiales relacionados con la Legión Española.

## Historia
El Museo Legionario se creó poco después del fin de la guerra civil española, en 1940, al habilitarse una estancia en el acuartelamiento de Dar Riffien (situado a unos diez km al sur de Ceuta, ya en el protectorado español de Marruecos), donde se hallaba la comandancia de la Legión Española. Su apertura al público tuvo lugar el 20 de septiembre de ese año, coincidiendo con las celebraciones del vigésimo aniversario de la fundación del cuerpo. La colección incluía elementos tales como armas, uniformes, banderas y guiones (enseñas que identifican las distintas unidades legionarias) de la Legión así como materiales capturados al enemigo en las campañas en las que había participado la Legión: Guerra del Rif (1920-1927), sucesos revolucionarios de Asturias (octubre de 1934) y guerra civil española (1936-1939), e incluso el ojo derecho (perdido en acción de guerra en 1926), conservado en formol, del general Millán Astray, fundador de la Legión (ya finalizada la dictadura franquista, su hija procedió al entierro de este resto mortal de su padre). Al producirse la Independencia de Marruecos, se produjo la retirada de las tropas españolas. Los tercios de la Legión se replegaron hacia Ceuta y Melilla, culminándose en 1961 el repliegue de las unidades militares españolas presentes en el extinto protectorado. Desde Dar Riffien, el Tercio Duque de Alba fue distribuido en varios acuartelamientos de Ceuta, y el museo se instaló cuartel del Serrallo, en donde se encontraba la plana mayor del Tercio Duque de Alba. Durante este periodo, el museo solo estaba abierto a visitas oficiales, ya que se hallaba dentro de un acuertelamiento que, además, se encontraba alejado del casco urbano de Ceuta. El museo permaneció allí hasta 1978, cuando se trasladó a un edificio situado en el casco urbano de Ceuta, donde se había encontrado el cuartel del Rey, el primer acuartelamiento de la Legión. El edificio fue construido específicamente por el Ministerio de la Vivienda, que financió el inmueble, para albergar la colección museística.

## Denominación
La denominación del establecimiento es Sala-museo de la Legión. "Sala-museo" es la clasificación que reemplazó a la de "museo específico", denominación usada para los "museos" de los centros de enseñanza militar y unidades especiales del Ejército de Tierra.

## Colección
El museo se dispone en cuatro salas (las de Laureados, Toledo o Medallas Militares, África y España), la entrada y el recibidor. Cuenta con 1000 m² de superficie de exposición distribuidos en tres plantas. En la superior se encuentran el acceso, el recibidor y la sala de Laureados; en la intermedia están las salas de Medallas Militares y de África; en la inferior se hallan la de España y la dirección. La colección consta de unos 1750 objetos.
Sala de Laureados
Esta sala conmemora a los 22 legionarios condecorados con la Cruz Laureada de San Fernando desde la creación del cuerpo. En el acceso a la sala se muestra un cartel original de propaganda del Escuadrón de Lanceros Legionarios de Caballería, obra de Mariano Bertuchi. También exhibe un busto del teniente general García Escámez y una estatuilla del capitán Arredondo Acuña.
Sala de Toledo o de Medallas Militares
Conmemora a las 214 medallas militares obtenidas por miembros de la Legión.
Sala de África
Esta sala expone objetos personales de mandos destacados de la unidad, como José Millán Astray, Francisco Franco o Rafael Valenzuela. El "Rincón de Bosnia" de esta sala recuerda la actuación de la Legión en la misión de paz en la antigua Yugoslavia. Se halla también aquí un famoso retrato del fundador de la Legión, Millán Astray, realizado por el pintor Ignacio Zuloaga en 1942.
Sala de España
La sala de España contiene varias colecciones de armamento.
Jardín

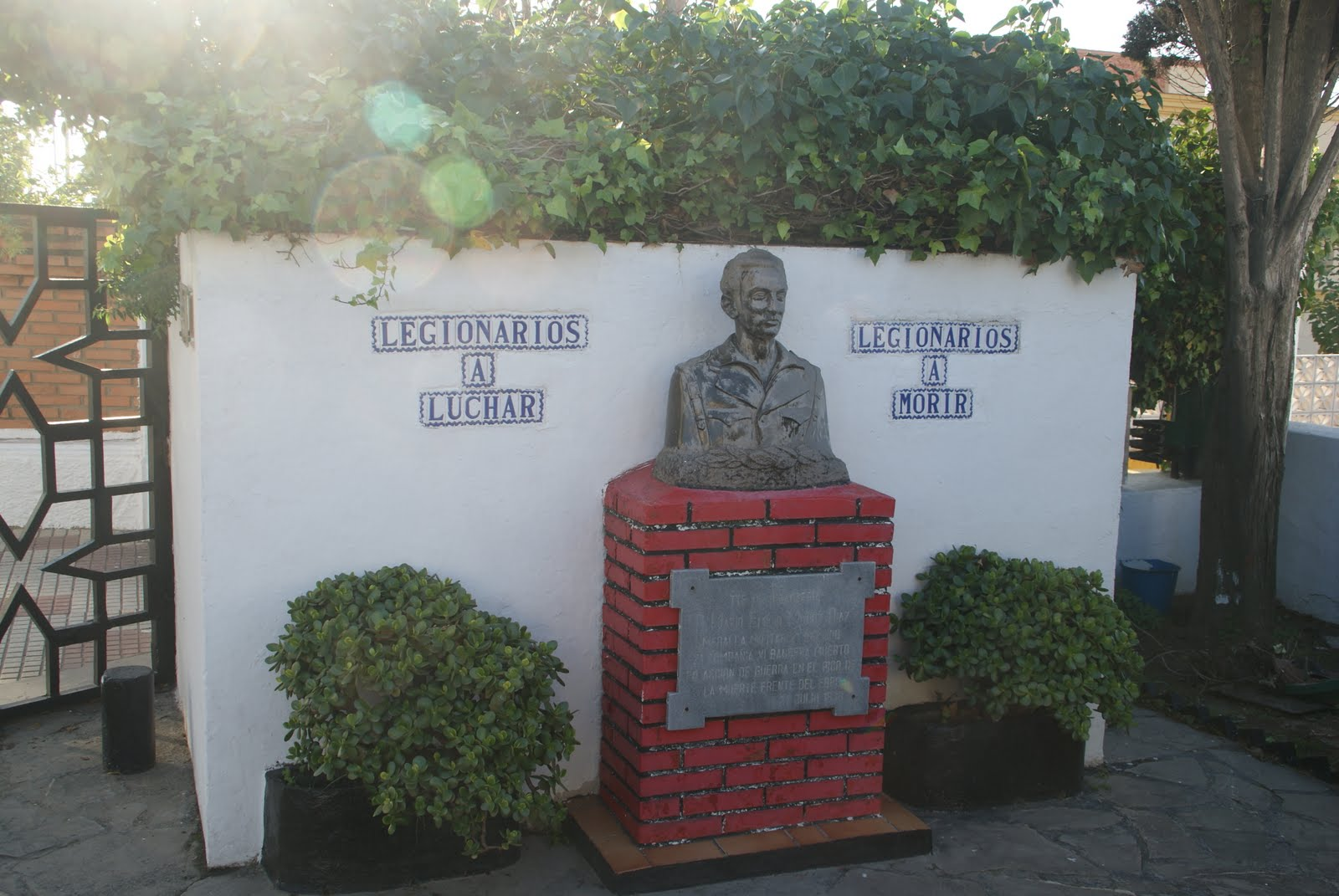
Busto del teniente Mario Emilio Muñoz Díaz.

El jardín de acceso al museo exhibe un busto, obra de Francisco González Macías, del teniente Mario Emilio Muñoz Díaz, muerto durante la guerra civil española, combatiendo en el bando franquista en el Frente del Ebro, en 1939. En la fachada del edificio se encuentra una placa conmemorando al capitán Muñoz Castellanos, el primer militar español fallecido en una operación de paz en el contexto de las guerras yugoslavas.

## Visitantes
El museo recibe una media de 2500 visitantes al año.